# Copestylum persimile
Copestylum persimile är en tvåvingeart som först beskrevs av Samuel Wendell Williston  1888.  Copestylum persimile ingår i släktet Copestylum och familjen blomflugor. Inga underarter finns listade i Catalogue of Life.